# Pignoccata
La pignoccata (conosciuta in siciliano anche come mpagnuccata) è un dolce a forma di pigna tipico siciliano inserito nella lista dei prodotti agroalimentari tradizionali italiani (P.A.T) del Ministero delle politiche agricole alimentari e forestali (Mipaaf).

## Origini
La pignoccata si produceva tradizionalmente nei paesi dell'ex contea di Modica durante le feste del carnevale. Si diffuse col tempo in tutta la Sicilia. A Messina e nella zona dello stretto si diffuse come Pignolata di Messina che però veniva infornata anziché fritta.

## Caratteristiche
La pignoccata viene prodotta partendo da un impasto di uova, zucchero e farina, aromatizzate con un pizzico di sale e cannella che viene tagliato in piccoli pezzetti che vengono fritti e poi mescolati al miele caldo (come avviene per gli struffoli). Vengono aggiunte le scorze di limone e infine modellati a forma di piccole pigne. Tradizionalmente questi dolcetti vengono serviti in porzioni adagiate su foglie di limone.